# Сха
Сха (бел. Сха) — река в Борисовском районе Минской области, левый приток Березины. На месте впадения Схи в Березину расположен город Борисов.
Длина реки — 80 км, площадь водосборного бассейна — 577 км², среднегодовой расход воды в устье — 3,9 м³/с, средний уклон реки 0,5 м/км.
Река начинается у деревни Михайлово в 18 км к северо-востоку от центра города Борисов. От истока течёт на север, в районе впадения Глиницы резко поворачивает на юго-запад, а затем на юг.
Течет преимущественно по Верхнеберезинской низине. Замерзает в середине — конце декабря, ледоход в конце марта. Река используется как водоприемник мелиоративных систем.
Долина до впадения реки Глиница невыразительная, ниже чашеобразная, шириной 0,3-0,4 км, местами 1-2 км. Склоны пологие и умеренно крутые (высота 15-20 м), прорезаны оврагами и долинами притоков. Характерны многочисленные выходы грунтовых вод. Пойма двухсторонняя, изредка чередуется по берегам или отсутствует; ширина её в верховье около 0,1 км, в месте впадения Неманицы 0,9 км, в низовье сливается с долиной Березины. Русло от истока на протяжении 12,5 км канализировано, ниже сильно извилистое, шириной 6-12 м. Берега крутые и обрывистые. Наивысший уровень половодья в начале апреля, наибольшая высота над меженным уровнем 1,7 м.
Основные притоки — Куранка, Неманица (слева); Глиница, Бродня (справа).
Река протекает сёла и деревни Борки, Крынички, Хрост, Павловцы, Соколы, Старое Янчино, Юзефово, Житьково, Любатовщина, Брусы, Прудище, Демидовка.
Впадает в Березину в черте города Борисов.
Существует легенда о найденном в 1896 году на берегу реки Сха кладе — бочонках с золотыми монетами, оставленных отступавшими в 1812 году войсками Наполеона.